# Georges Tarabichi
Georges Tarabichi (n. 6 aprilie 1939, Alep, Siria – d. 16 martie 2016, Montreuil, Franța) a fost un scriitor și traducător sirian. El a tradus peste 200 de opere literare, inclusiv cărți scrise de Hegel, Freud, Sartre și Simone de Beauvoir.

## Biografie
Născut în Alep, Georges Tarabichi a studiat la Universitatea din Damasc, unde a obținut o licență în limba arabă și un masterat în educație. El a fost director al Radio Damasc între anii 1963 și 1964, redactor-șef al Journal for Arab Studies din 1972 până în 1984 și al Unity Magazine din 1984 până în 1989. A plecat din Liban în Franța în timpul războiului civil și a locuit o lungă perioadă la Paris.
În 2012 Tarabichi a fost președinte al juriului pentru acordarea Premiului Internațional pentru ficțiune arabă (International Prize for Arabic Fiction).
Georges Tarabichi a murit la 16 martie 2016 în Paris, Franța, la vârsta de 77 de ani.

## Scrieri
- الدولة القطرية والنظرية القومية (Statul regional și teoria naționalismului), Beirut, Dar al-Taliʿa, 1982
- Woman Against Her Sex: A Critique of Nawal el-Saadawi - With a Reply by Nawal el-Saadawi, 1988
- مذبحة التراث في الثقافة العربية المعاصرة (Distrugerea patrimoniului în cultura arabă contemporană), Londra, Dar al-Saqi, 1989
- المثقفون العرب والتراث (Intelectualii arabi și moștenirea lor), Londra, Ryad al-Rayyis, 1991
- نقد نقد العقل العربي (O critică a criticii gândirii arabe), 4 vol., Beirut, Dar al-Saqi, 1999-2004
- هرطقات (Gânduri eretice), 2 vol., Beirut, Dar al-Saqi, 2006-2008